# Chapelle Saint-Louis de Suresnes
La chapelle Saint-Louis est une église située 83 rue Voltaire à Suresnes (Hauts-de-Seine).

## Historique et description
La construction de la chapelle s'ancre dans l'urbanisation du quartier nord de Suresnes (qui jouxte Puteaux) durant l'entre-deux-guerres. Elle est conçue par l'architecte Henri Vidal, les Compagnons du Devoir du Tour de France réalisant la charpente. Les travaux sont financés par une famille de Neuilly, qui demande qu'elle soit dédiée à saint Louis. Les petites fenêtres triangulaires du toit rappellent la Couronne d'épines, que le roi de France avait ramenée de Terre Sainte. Elle est inaugurée en 1939.
Carrée à l'origine, la chapelle est agrandie en 1958 : les murs, désormais striés d'ouvertures, permettent d'éclairer le chœur.

## Paroisse
Elle fut le centre d'une paroisse, avant la fin du XXe siècle.
Depuis janvier 2010, la commune de Suresnes fait partie du doyenné du Mont-Valérien, l'un des neuf doyennés du diocèse de Nanterre.

## Pour approfondir